# Single numer jeden w roku 2025 (USA)
Notowanie Hot 100 przedstawia najlepiej sprzedające się single w Stanach Zjednoczonych. Publikowane jest ono przez tygodnik „Billboard”, a dane kompletowane są przez Luminate w oparciu o cotygodniowe wyniki sprzedaży cyfrowej oraz fizycznej singli, a także częstotliwość emitowania piosenek na antenach stacji radiowych.

## Historia notowania
| Data publikacji | Tytuł                             | Artysta                              | Źródło |
| --------------- | --------------------------------- | ------------------------------------ | ------ |
| 4 stycznia      | „All I Want for Christmas Is You” | Mariah Carey                         | [ 1 ]  |
| 11 stycznia     | „Die with a Smile”                | Lady Gaga i Bruno Mars               | [ 2 ]  |
| 18 stycznia     | „Die with a Smile”                | Lady Gaga i Bruno Mars               | [ 3 ]  |
| 25 stycznia     | „Die with a Smile”                | Lady Gaga i Bruno Mars               | [ 4 ]  |
| 1 lutego        | „Die with a Smile”                | Lady Gaga i Bruno Mars               | [ 5 ]  |
| 8 lutego        | „4x4”                             | Travis Scott                         | [ 6 ]  |
| 15 lutego       | „Die with a Smile”                | Lady Gaga i Bruno Mars               | [ 7 ]  |
| 22 lutego       | „Not Like Us”                     | Kendrick Lamar                       | [ 8 ]  |
| 1 marca         | „Luther”                          | Kendrick Lamar i SZA                 | [ 9 ]  |
| 8 marca         | „Luther”                          | Kendrick Lamar i SZA                 | [ 10 ] |
| 15 marca        | „Luther”                          | Kendrick Lamar i SZA                 | [ 11 ] |
| 22 marca        | „Luther”                          | Kendrick Lamar i SZA                 | [ 12 ] |
| 29 marca        | „Luther”                          | Kendrick Lamar i SZA                 | [ 13 ] |
| 5 kwietnia      | „Luther”                          | Kendrick Lamar i SZA                 | [ 14 ] |
| 12 kwietnia     | „Luther”                          | Kendrick Lamar i SZA                 | [ 15 ] |
| 19 kwietnia     | „Luther”                          | Kendrick Lamar i SZA                 | [ 16 ] |
| 26 kwietnia     | „Luther”                          | Kendrick Lamar i SZA                 | [ 17 ] |
| 3 maja          | „Luther”                          | Kendrick Lamar i SZA                 | [ 18 ] |
| 10 maja         | „Luther”                          | Kendrick Lamar i SZA                 | [ 19 ] |
| 17 maja         | „Luther”                          | Kendrick Lamar i SZA                 | [ 20 ] |
| 24 maja         | „Luther”                          | Kendrick Lamar i SZA                 | [ 21 ] |
| 31 maja         | „What I Want”                     | Morgan Wallen featuring Tate McRae   | [ 22 ] |
| 7 czerwca       | „Ordinary”                        | Alex Warren                          | [ 23 ] |
| 14 czerwca      | „Ordinary”                        | Alex Warren                          | [ 24 ] |
| 21 czerwca      | „Manchild”                        | Sabrina Carpenter                    | [ 25 ] |
| 28 czerwca      | „Ordinary”                        | Alex Warren                          | [ 26 ] |
| 5 lipca         | „Ordinary”                        | Alex Warren                          | [ 27 ] |
| 12 lipca        | „Ordinary”                        | Alex Warren                          | [ 28 ] |
| 19 lipca        | „Ordinary”                        | Alex Warren                          | [ 29 ] |
| 26 lipca        | „Ordinary”                        | Alex Warren                          | [ 30 ] |
| 2 sierpnia      | „Ordinary”                        | Alex Warren                          | [ 31 ] |
| 9 sierpnia      | „Ordinary”                        | Alex Warren                          | [ 32 ] |
| 16 sierpnia     | „Golden”                          | Huntr/x: Ejae, Audrey Nuna i Rei Ami | [ 33 ] |
| 23 sierpnia     | „Ordinary”                        | Alex Warren                          | [ 34 ] |